# Manuel Alegre

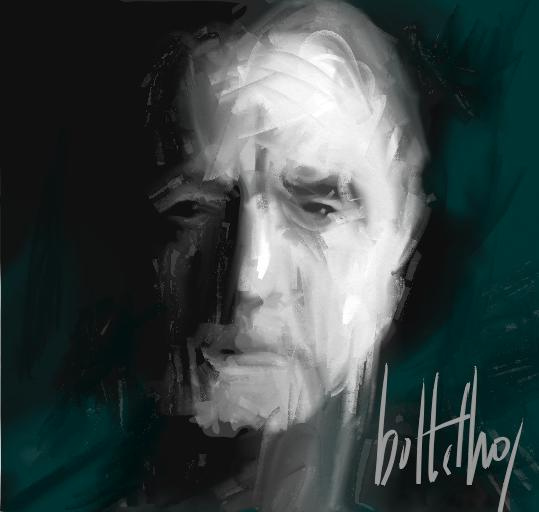
Manuel Alegre

Manuel Alegre de Melo Duarte (Águeda, 12 de mayo de 1936) es un poeta y político portugués, opositor del Régimen Salazarista.
Estuvo exiliado en Argelia durante la dictadura. Es miembro destacado del Partido Socialista portugués, partido del cual fue fundador y vicepresidente y por el cual es diputado en la Assembleia da República. En 2004 se enfrentó a José Sócrates en las primarias del partido para el puesto de Secretario General, perdiéndolas a favor del que sería primer ministro portugués. 
Estudió Derecho en la Universidad de Coímbra. Desde muy temprano demostró sus ideales políticos. Cumplió el servicio militar en la Guerra colonial portuguesa en el frente de Angola. En esa altura fue apresado por el PIDE, la policía política del Régimen, por oponerse abiertamente a la guerra. En paralelo a su carrera política, ha producido una gran obra literaria que le confirió notoriedad tanto en los medios académicos como en los populares. Destaca sobre todo su obra poética. 
Recibió numerosos premios literarios, entre ellos el Premio Pessoa en 1999. En 2005 ingresó como académico en la Academia de las Ciencias de Lisboa. 
También recibió el primer premio del Festival RTP de la Canción, con su poema Uma flor de verde pinho, el cual fue convertido en canción por José Niza e interpretado por Carlos do Carmo. 
En septiembre de 2005 anunció su candidatura a las Elecciones presidenciales portuguesas de 2006 que tuvieron lugar el 22 de enero de 2006. Alegre obtuvo un 20,72% de los votos, no consiguiendo evitar la victoria en la primera vuelta de Cavaco Silva pero consiguiendo un resultado superior al candidato oficial de su partido, Mário Soares. 
Tras las elecciones, formó un movimiento cívico denominado Movimiento para Intervención y Ciudadanía. 

## Obras

### Poesía
- 1965 - Praça da Canção
- 1967 - O Canto e as Armas
- 1971 - Um Barco para Ítaca
- 1976 - Coisa Amar (Coisas do Mar)
- 1979 - Nova do Achamento
- 1981 - Atlântico
- 1983 - Babilónia
- 1984 - Chegar Aqui
- 1984 - Aicha Conticha
- 1991 - A Rosa e o Compasso
- 1992 - Com que Pena – Vinte Poemas para Camões
- 1993 - Sonetos do Obscuro Quê
- 1995 - Coimbra Nunca Vista
- 1996 - As Naus de Verde Pinho
- 1996 - Alentejo e Ninguém
- 1997 - Che
- 1998 - Pico
- 1998 - Senhora das Tempestades
- 2001 - Libro do Português Errante

### Ficción
- 1989 - Jornada de África
- 1989 - O Homem do País Azul
- 1995 - Alma
- 1998 - A Terceira Rosa
- 1999 - Uma Carga de Cavalaria
- 2002 - Cão Como Nós
- 2003 - Rafael

### Otras
- 1997 - Contra a Corrente (discursos y textos políticos)
- 2002 - Arte de Marear (ensayos)

## Candidatura a la presidencia en 2006
(ver Artículo principal
| Candidato           | votos     | % |
| ------------------- | --------- | - |
| Aníbal Cavaco Silva | 2.746.689 |   |
| Manuel Alegre       | 1.125.077 |   |
| Mário Soares        | 778.781   |   |
| Jerónimo de Sousa   | 466.507   |   |
| Francisco Louçã     | 288.261   |   |
| García Pereira      | 23.622    |   |
| Abstención          | 3.303.972 |   |